# 法布里齐亚
法布里齐亚（義大利語：Fabrizia），是意大利维博瓦伦蒂亚省的一个市镇。总面积38平方公里，人口2451人，人口密度64.5人/平方公里（2009年）。